# Сутлепа
Су́тлепа (Су́тлепа-Ме́ри (рус. море Сутлепа), также залив Сутлепа, озеро Сааремыйза, швед. Sutlepsjön (Сутлепсйён)) — озеро в волости Ляэне-Нигула уезда Ляэнемаа, Эстония.

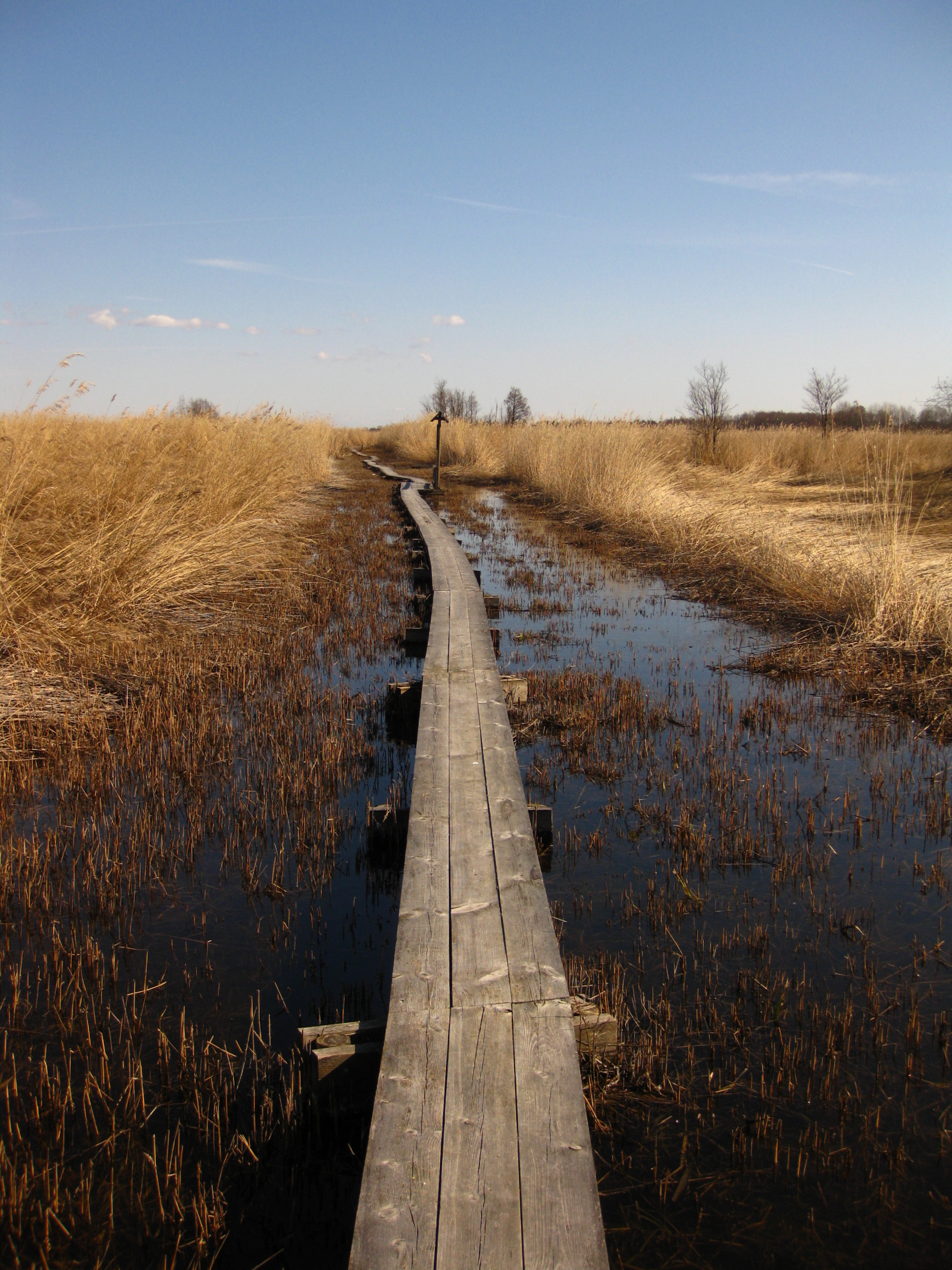
Дощатая дорога в море Сутлепа

Расположено в деревнях Сааре, Сутлепа и Салайые.
Длина береговой линии озера составляет 12 462 метра, площадь водосбора — 18,5 км², площадь островов — 0,31 км², смена воды происходит 3 раза в год.
Озеро находится в природоохранной зоне Сильма.
Море Сутлепа — это так называемая прибрежная лагуна или реликтовое солёное озеро, которое отделилось от моря в начале 20-го столетия. С того времени в результате подъёма земной поверхности площадь озера уменьшилась примерно на 50 %.
Озеро расположено в самом глубоком месте бывшего залива Сильмени.
Море Сутлепа это открытый водоём, чья зона ограничений составляет 100 метров, зона ограничения строительства — 50 метров, водоохранная зона — 10 метров, зона рыболовства — 4 метра.
В море Сутлепа ловятся щука и язь, особенно много здесь плотвы.
Код моря Сутлепа в Эстонском Регистре окружающей среды — VEE2039710.